# Берчишта
Берчишта (грч. Πτελέα, Птелеа) је насељено место у општини Паранести у периферији Источна Македонија и Тракија, Грчка. Према попису из 2021. године био је 121 становник.
Према бугарском географу и историчару, Василу Канчову, у Берчишту је 1900. године живело 850 Словена муслимана. Године 1923. муслиманско становништво је принудно исељено у Турску а на њихово место су насељене грчке избегличке породице, којих је на попису из 1928. године било 535.